# Joseph Tiedemann
Joseph Tiedemann (* 24. Juni 1884 in Ehrenfeld; † 5. Februar 1959 in Darmstadt) war ein deutscher Architekt, Hochschullehrer und Denkmalpfleger.

## Leben
Joseph Tiedemann wurde 1884 als Sohn des Schneidermeisters Friedrich Tiedemann im heute zu Köln gehörenden Ehrenfeld geboren. Von 1902 bis 1904 studierte er Architektur an der Technischen Hochschule Karlsruhe. Nach seinem Studium ließ er sich zunächst in Dresden als freier Architekt nieder. Erste überregionale Beachtung fand er erstmals für seinen 1912 entstandenen Wettbewerbsentwurf des neuen Rathauses im sächsischen Döbeln.
Von 1920 bis 1933 arbeitete Tiedemann als freier Architekt in Berlin. Zeitweise war er in dem Büro „Klein und Tiedemann“ tätig. Zu seinen bekanntesten Bauprojekten gehört der Holländerhof. Dieser wurde zwischen 1925 und 1929 im Auftrag der Pankower Heimstätten-Gesellschaft gebaut. Der dreigeschossige, an den Übergangsstellen zur älteren Bebauung viergeschossige Wohnblock aus rötlichen Klinkern orientiert sich um einen parkähnlichen Hof mit ca. 9.000 m². Der Holländerhof steht für die konservative Architektursprache der 1920er Jahre in Berlin. Die Stufengiebel mit zinnenartigen Abschlüssen erinnern stark an die niederländische Bautradition des 17. und 18. Jahrhunderts.
1927 nahm er an dem Wettbewerb für die Erweiterung des Reichstagsgebäudes in Berlin teil. Sein Entwurf erhielt zwar einen Preis und wurde auch in der Fachliteratur wahrgenommen, kam jedoch nicht in die engere Wahl. 1930 unterbreitete Josef Tiedemann in der damals bekannten Zeitschrift Städtebau/Baupolitik einen Vorschlag zur Umgestaltung des Berliner Lustgartens zum Reichsehrenmal. Dieser wurde jedoch ebenso wie andere Vorschläge nicht umgesetzt.
Zum 1. November 1933 wurde er als Nachfolger des aus dem Amt gedrängten Paul Meissner zum ordentlichen Professor für Baukunst II an die Technische Hochschule Darmstadt berufen. Im Rahmen des Berufungsverfahrens legte die Berufungskommission besonderen Wert darauf zu betonen, „der an erster Stelle vorgeschlagene Architekt ist aufgeschlossen der neuen Zeit und Träger einer traditionsverbundenen Architekturauffassung…“ (Hanel 2013, S. 156). Tiedemann war von 1940 bis 1944 Dekan der Abteilung bzw. Fakultät für Architektur. 
Joseph Tiedemann brachte sich nach dem Ende des Zweiten Weltkriegs in die Diskussion über den Wiederaufbau der zerstörten deutschen Städte ein. Unter anderem legte er 1947 einen Generalbebauungsplan für das stark zerstörte Darmstadt vor. Sein Einfluss war jedoch vergleichsweise gering und er konnte sich auch innerhalb der Darmstädter Architekturfakultät nicht gegen die wesentlich bedeutenderen Kollegen Karl Gruber, Ernst Neufert oder Theo Pabst Gehör verschaffen.
Tiedemann wurde im Alter von 65 Jahren 1949 emeritiert. Er verstarb zehn Jahre später in Darmstadt. Sein Nachlass befindet sich im Architekturmuseum der Technischen Universität München.
Joseph Tiedemann war seit 1920 mit Lilli Fischer verheiratet.

## Veröffentlichungen
- Ein neuer Vorschlag zum Reichsehrenmal. In: Städtebau / Baupolitik, 4. Jahrgang 1930, S. 585.

## Bauten und Entwürfe

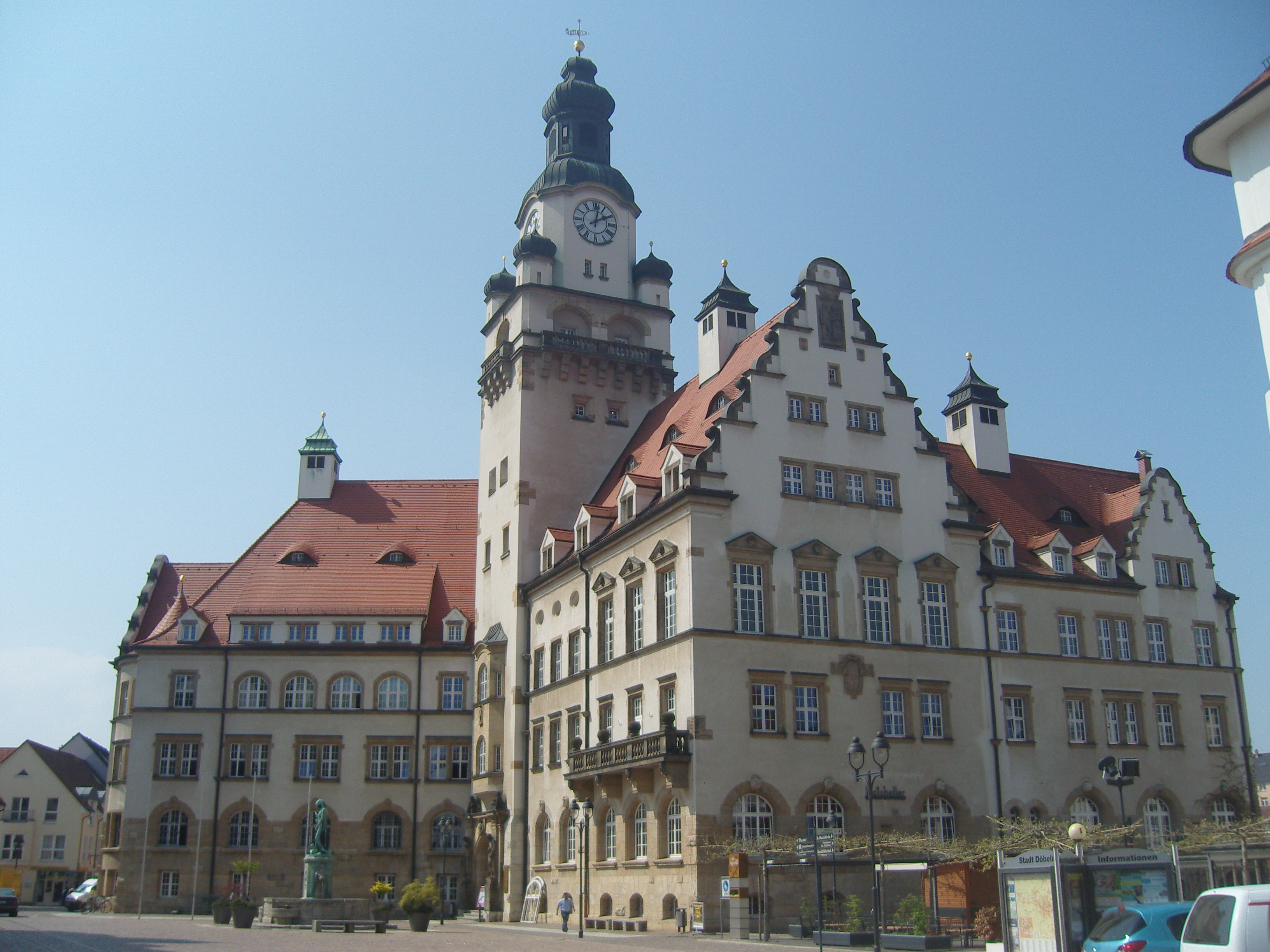
Rathaus in Döbeln

- 1912–1914: Neues Rathaus in Döbeln (gemeinsamer Wettbewerbsentwurf mit Josef Schöffler 1912 mit dem 1. Preis prämiert)
- 1925–1929: Wohnbebauung Holländerhof an der Woelckpromenade in Berlin-Weißensee
- 1927: Wettbewerbsentwurf für die Erweiterung des Reichstagsgebäudes in Berlin (preisgekrönt)
- 1927–1928: Wohnbebauung Achtermannstraße 38–48 in Berlin-Pankow
- 1929: Wettbewerbsentwurf für ein Hotel in Barmen (prämiert mit dem 1. Preis)
- 1950: Wettbewerbsentwurf für den Luisenplatz in Darmstadt (prämiert mit dem 1. Preis)